# Зерноїд
Зерноїд (Sporophila) — рід горобцеподібних птахів родини саякових (Thraupidae). Представники цього роду мешкають в Неотропіках.

## Опис
Зерноїди — дрібні птахи, середня довжина яких становить 8,5-16,5 см, а вага 6,3-29 г. Вони мають короткі, конічної форми дзьоби, пристосовані до живлення насінням. Більшості видів зерноїдів притаманний яскраво виражений статевий диморфізм, однак самці деяких видів мають забарвлення, подібне до забарвлення самиць. Самиці і молоді птахи, що належать до різних видів зерноїдів, мають дуже схоже забарвлення, через що буває дуже складно відрізнити один вид від іншого. Самиці деяких видів зерноїдів здатні сприймати ультрафіолетове випромінювання, що, імовірно, допомагає їм в ідентифікації інших птахів.

## Таксономія і систематика
Рід Spermophila був введений англійським натуралістом Вільямом Джоном Свенсоном у 1827 році. Пізніше, у 1841 році, Джордж Роберт Грей визначив бразильського зерноїда як типовий вид. Оскільки назва роду Spermophila виявилася зайнятою (у 1925 році Джон Річардсон ввів її як назву роду ссавців), німецький орнітолог Жан Луї Кабаніс у 1844 році замінив її на Sporophila.
Представників роду Sporophila раніше відносили до родини вівсянкових (Emberizidae), однак за результатами низки молекулярно-філогенетичних досліджень вони, разом з бгатьма іншими видами, були переведені до родини саякових (Thraupidae).
За результатами молекулярно-філогенетичних досліджень до роду Зерноїд (Sporophila) було переведено шість видів, яких раніше відносили до роду Рисоїд (Oryzoborus), а також білошию вівсянку, яка була єдиним представником монотипового роду Dolospingus. Рід Sporophila є єдиним представником підродини зерноїдних (Sporophilinae).

## Види
Виділяють сорок один вид:
- Зерноїд острівний (Sporophila bouvronides)
- Зерноїд біловусий (Sporophila lineola)
- Зерноїд бурогузий (Sporophila torqueola)
- Зерноїд білошиїй (Sporophila morelleti)[18][19]
- Зерноїд вороний (Sporophila corvina)
- Зерноїд золотодзьобий (Sporophila intermedia)
- Зерноїд плямистокрилий (Sporophila americana)
- Вівсянка білошия (Sporophila fringilloides)
- Зерноїд колумбійський (Sporophila murallae)
- Зерноїд чорнорябий (Sporophila luctuosa)
- Зерноїд мальований (Sporophila caerulescens)
- Зерноїд чорнощокий (Sporophila nigricollis)
- Зерноїд пампасовий (Sporophila ardesiaca)
- Рисоїд північний (Sporophila funerea)
- Рисоїд чорноголовий (Sporophila angolensis)
- Рисоїд нікарагуанський (Sporophila nuttingi)
- Рисоїд білодзьобий (Sporophila maximiliani)
- Рисоїд болотяний (Sporophila crassirostris)
- Рисоїд чорнодзьобий (Sporophila atrirostris)
- Зерноїд попелястий (Sporophila schistacea)
- Зерноїд бразильський (Sporophila falcirostris)
- Зерноїд великий (Sporophila frontalis)
- Зерноїд сивий (Sporophila plumbea)
- Зерноїд тропейровий (Sporophila beltoni)[20][21]
- Зерноїд масковий (Sporophila collaris)
- Зерноїд білогорлий (Sporophila albogularis)
- Зерноїд білочеревий (Sporophila leucoptera)
- Зерноїд папугодзьобий (Sporophila peruviana)
- Зерноїд рудогорлий (Sporophila telasco)
- Зерноїд перуанський (Sporophila simplex)
- Зерноїд рудочеревий (Sporophila castaneiventris)
- Зерноїд малий (Sporophila minuta)
- Зерноїд строкатоволий (Sporophila bouvreuil)
- Зерноїд чорноспинний (Sporophila nigrorufa)
- Зерноїд іржастий (Sporophila hypoxantha)
- Зерноїд чорноволий (Sporophila ruficollis)
- Зерноїд савановий (Sporophila pileata)[22][23][24]
- Зерноїд болівійський (Sporophila hypochroma)
- Зерноїд каштановий (Sporophila cinnamomea)
- Зерноїд болотяний (Sporophila palustris)
- Зерноїд чорночеревий (Sporophila melanogaster)

Вид Sporophila iberaensis був описаний у 2016 році, однак ще не отримав загального визнання.

## Етимологія
Наукова назва роду Sporophila походить від сполучення слів дав.-гр. σπορος — зерно і φιλος — любитель.